# Rivière Boucanée
Rivière Boucanée är ett vattendrag i Kanada.   Det ligger i provinsen Québec, i den östra delen av landet, 500 km öster om huvudstaden Ottawa.
I omgivningarna runt Rivière Boucanée växer i huvudsak blandskog. Trakten runt Rivière Boucanée är nära nog obefolkad, med mindre än två invånare per kvadratkilometer.